# 第二新德米特里夫卡 (赫爾松州)
46°35′44″N 34°19′14″E / 46.59556°N 34.32056°E
第二新德米特里夫卡（烏克蘭語：Новодмитрівка Друга）是位於烏克蘭南部的村莊，由赫爾松州海尼切斯克區的伊萬尼夫卡市鎮負責管轄。該村始建於1905年，面積30.2平方公里，海拔高度34米，2001年人口944，人口密度每平方公里31.2人。